# Meerjarenprogramma Infrastructuur, Ruimte en Transport
De Rijksoverheid onderhoudt een meerjarenprogramma om de bereikbaarheid, veiligheid en ruimtelijke inrichting van Nederland te bevorderen. Rijksprojecten en –programma’s hiervoor staan in het Meerjarenprogramma Infrastructuur Ruimte en Transport (MIRT). Het Rijk werkt daarin samen met provincies, gemeenten, vervoerregio’s en waterschappen. Het ministerie van Infrastructuur en Waterstaat publiceert jaarlijks een overzicht.